# Chi-Chi Rodríguez
Chi-Chi Rodríguez (Rio Piedras, Puerto Rico; 23 de octubre de 1935 – Clearwater, Florida; 8 de agosto de 2024) fue un golfista profesional puertorriqueño ganador de ocho torneos del PGA Tour, con Bruno Ozeja de caddie, y primer nacido en Puerto Rico en ser miembro del Salón de la Fama del Golf Mundial.

## Vida personal
Rodríguez estaba casado y tenía una hija.En una ocasión Rodríguez tuvo un breve encuentro con la Madre Teresa, lo que dijo que fue lo más grande que le pasó en la vida. Junto con los también golfistas Bill Hayes y Bob James, Rodríguez creó la Chi-Chi Rodríguez Youth Foundation, un programa extracurricular en el Glen Oaks Golf Course de Clearwater, Florida. La fundación también se dedicó a ayudar a los jóvenes víctimas de abusos.
En octubre de 1998 Rodríguez sufrió un ataque cardiaco, por lo que tuvo que someterse a una angioplastia para tratar la arteria bloqueada y recuperarse. Rodríguez hizo un cameo en la película Welcome to Mooseport (2004), donde jugaba golfcon el presidente de Estados Unidos interpretado por Gene Hackman.
En mayo de 2010 a Rodríguez le robaron en su casa en Guayama, Puerto Rico, donde tres hombres robaron $500,000 entre dinero y joyas. Rodríguez y su esposa despertaron a las 1:45 y vieron an los enmascarados que robaron.
El 11 de marzo de 2012 con 76 años Rodríguez participó como jugador honorario en el Abierto de Puerto Rico donde jugó sus últimos 18 hoyos como miembro de la PGA.